# Conocybe semiglobata
Conocybe semiglobata är en svampart som beskrevs av Kühner & Watling 1980. Conocybe semiglobata ingår i släktet Conocybe och familjen Bolbitiaceae.  Arten är reproducerande i Sverige. Inga underarter finns listade i Catalogue of Life.

## Bildgalleri

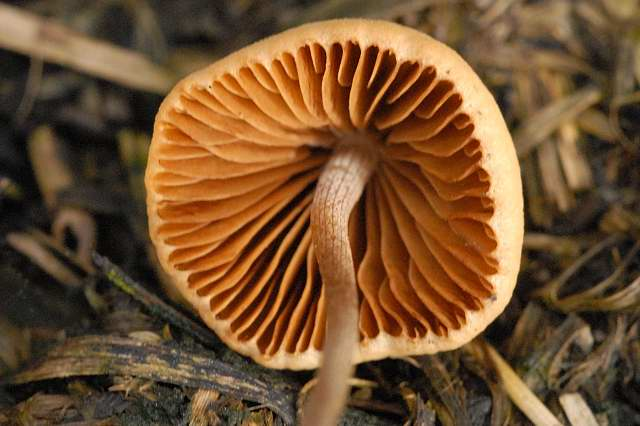